# Any key

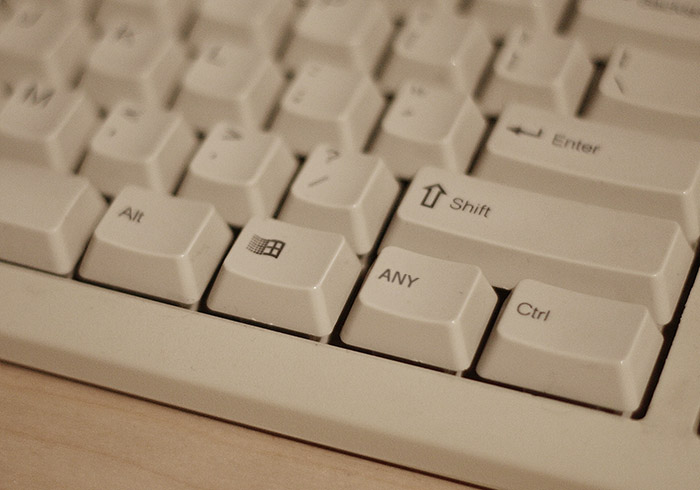
Een voorstelling (beeldmanipulatie) van de 'any key'.

Wanneer een Engelstalig computerprogramma vraagt any key aan te slaan, wordt daarmee bedoeld: een willekeurige toets op het toetsenbord — maar meestal niet de Control-, Alt-, Shift-, Windows-, Caps lock-, Escape-, Insert-, Delete- of cursortoets. Ook een eventuele aan/uit-knop aan de voorkant van een computer behoort niet tot de „any key."
De Engelse term any key betekent een willekeurige toets. Meestal staat er dan een boodschap zoals: „Press any key to continue". Iemand die niet goed bekend is met de Engelse taal gaat soms op zoek naar een toets met het woord 'any' er op. Om dat te voorkomen wordt ook wel: "Press Enter to continue" gebruikt.

## Stand-by
Wanneer een beeldscherm in stand-by gaat (maar bij IBM-PC-compatibele computers niet de computer zelf) om stroom te besparen kan op een toets gedrukt worden om het scherm weer aan te laten springen. Daarvoor is vooral de Shift-toets geschikt, omdat bijvoorbeeld de spatiebalk een actie van het besturingssysteem kan activeren. Wanneer in een grafische omgeving een knop actief is, dan wordt die met de spatiebalk geactiveerd.
In het BIOS van een computer kan soms ingesteld worden welke toets de computer uit de stand-by haalt; vaak is dat de spatiebalk.
Een Apple Macintosh die in sluimer- (stand-by-)stand staat, kan met een druk op elke willekeurige toets „gewekt" worden.

## Humor
Onder computerdeskundigen en hobbyisten wordt voor „any key" vaak de volgende (grappig bedoelde) regel gehanteerd: „Leg de linkerhand links van het toetsenbord, en de rechterhand rechts van het toetsenbord. Buig voorover, totdat met het hoofd een toets wordt ingedrukt, en dat is de any key".